# Mark Smith (basket-ball)
Pour les articles homonymes, voir Mark Smith.
Mark Anthony Smith, né le 16 août 1999 à Decatur, en Illinois, est un joueur américain de basket-ball évoluant au poste d'arrière.

## Biographie

### Carrière universitaire
Entre 2017 et 2018, il joue pour le Fighting Illini de l'Illinois à l'université de l'Illinois à Urbana-Champaign.
Entre 2018 et 2021, il joue pour les Tigers du Missouri à l'université du Missouri.
Entre 2021 et 2022, il joue pour les Wildcats de Kansas State à l'université d'État du Kansas.

### Carrière professionnelle

#### BG Göttingen (2022-2023)
Le 23 juin 2022, automatiquement éligible à la draft 2022 de la NBA, il n'est pas sélectionné.
Le 5 juillet 2022, il signe son premier contrat professionnel avec l'équipe allemande du BG Göttingen.
Durant l'été 2023, il participe à la NBA Summer League de Las Vegas avec les Nuggets de Denver.

#### Casademont Zaragoza (depuis 2023)
Le 29 juillet 2023, il signe avec l'équipe espagnole du Casademont Zaragoza. Le 4 juin 2024, après la fin de la saison, son départ du club est annoncé.

## Palmarès

### Universitaire
- Third-team All-Big 12 (2022)
- Big 12 All-Newcomer Team (2022)
- Illinois Mr. Basketball (2017)

## Statistiques

### Universitaires
Les statistiques de Mark Smith en matchs universitaires sont les suivantes :
| Saison    | Équipe       | Matchs | Titul. | Min./m | % Tir | % 3pts | % LF | Rbds/m. | Pass/m. | Int/m. | Ctr/m. | Pts/m. |
| --------- | ------------ | ------ | ------ | ------ | ----- | ------ | ---- | ------- | ------- | ------ | ------ | ------ |
| 2017-2018 | Illinois     | 31     | 19     | 19,1   | 33,7  | 23,2   | 79,6 | 1,35    | 1,35    | 0,58   | 0,06   | 5,77   |
| 2018-2019 | Missouri     | 19     | 17     | 28,4   | 43,6  | 45,0   | 77,4 | 5,21    | 1,58    | 0,68   | 0,05   | 11,42  |
| 2019-2020 | Missouri     | 24     | 20     | 26,7   | 39,3  | 37,1   | 73,5 | 3,92    | 0,75    | 0,92   | 0,04   | 9,96   |
| 2020-2021 | Missouri     | 26     | 24     | 29,5   | 37,2  | 31,5   | 76,5 | 3,23    | 1,00    | 0,96   | 0,15   | 9,69   |
| 2021-2022 | Kansas State | 31     | 31     | 31,6   | 44,9  | 36,2   | 70,9 | 8,39    | 1,74    | 1,06   | 0,03   | 12,71  |
| Carrière  | Carrière     | 131    | 111    | 26,8   | 40,2  | 35,4   | 74,5 | 4,42    | 1,30    | 0,85   | 0,07   | 9,78   |